# 亞尼科沃

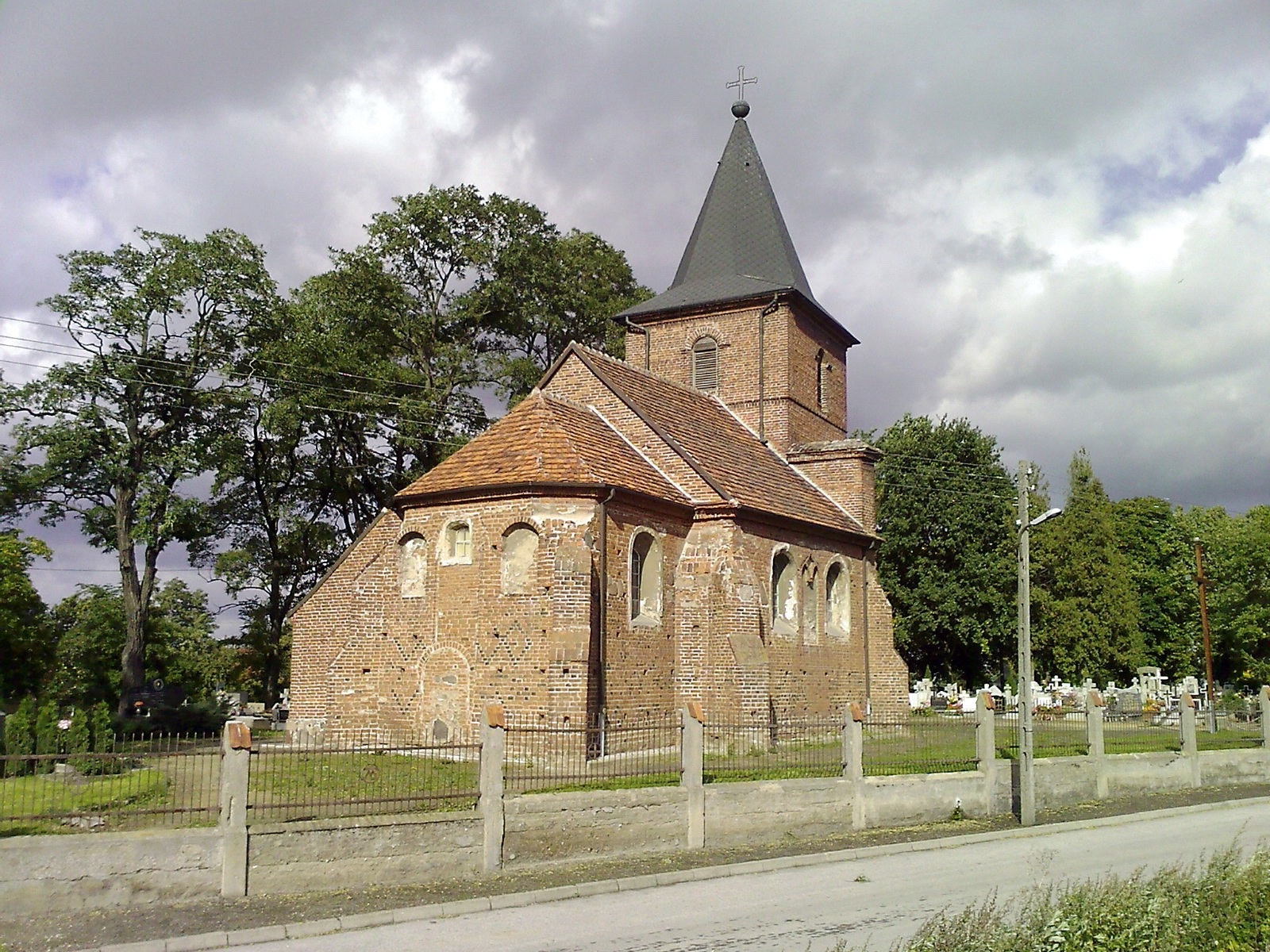

亞尼科沃是波蘭的城鎮，位於該國中部，距離比得哥什40公里，由庫亞維-波美拉尼亞省負責管轄，面積9.51平方公里，2010年人口9,073。第二次世界大戰期間，納粹德國在1939年至1945年期間佔領該鎮。
52°45′N 18°06′E / 52.750°N 18.100°E